# Урбан, Кит
Кит Ла́йонел У́рбан (англ. Keith Lionel Urban, род. 26 октября 1967 года, Новая Зеландия, Фангареи) — австралийский кантри-певец, композитор и гитарист, коммерческий успех которого большей частью сложился в Соединённых Штатах Америки и Австралии. Урбан начал свою карьеру в Брисбене, переехав в раннем возрасте в город Caboolture, расположенный на побережье Австралии. В 1991 году он выпустил одноимённый дебютный альбом, который оказался на четвёртом месте Австралийского хит-парада, после этого в 1992 году он переезжает в США. Вначале Урбан подрабатывает гитаристом, а после собирает группу под названием «The Ranch», на студии фирмы Capitol Records они записывают альбом «The Ranch», два сингла из которого попали в хит-парад Billboard.
Подписав контракт с Capitol, в 1999 году он записывает свой сольный альбом «Keith Urban». Альбом получил в США статус Платиновый, заняв первое место за песню «But for the Grace of God». Следующим крупным достижением был хит номер один «Somebody Like You» из его второго альбома «Golden Road», выпущенного на Capitol в 2002 году. Этот альбом также получил первую премию Грэмми за четвёртый сингл «You’ll Think of Me» и был третьим платиновым альбомом в его карьере. Следующий альбом «Be Here» вышел в 2004 году, это был его третий альбом, выпущенный в Америке, ставший самым продаваемым альбомом, заработав 4-ю Мульти-платиновую награду.
Альбом «Love, Pain & the Whole Crazy Thing», выпущенный в 2006 году, дебютирует в чартах на 17 строчке с синглом «Once in a Lifetime», и также получает второй Грэмми за песню «Stupid Boy», далее, в конце 2007 года, выходит сборник Greatest Hits, озаглавленный как «Greatest Hits: 18 Kids». Этот альбом был повторно выпущен год спустя как «Greatest Hits: 19 Kids» с одной добавленной песней «You Look Good in My Shirt», которая была записана ранее в альбоме «Golden Road». Следующая работа Кита — альбом «Defying Gravity», который был выпущен в марте 2009 года. Последний альбом был выпущен 16 ноября 2010 года, а называется он «Get Closer».
Кит выпустил в общей сложности восемь студийных альбомов (только один из которых был выпущен в Англии), так же как альбом «The Ranch». Он появлялся с более чем пятнадцатью синглами в американских чартах страны, включая десять композиций с номером один. Кит играет на акустической гитаре, электрогитаре, немного на банджо, бас гитаре, мандолине, фортепиано, бузуки и барабанах.

## Биография и карьера

### Происхождение

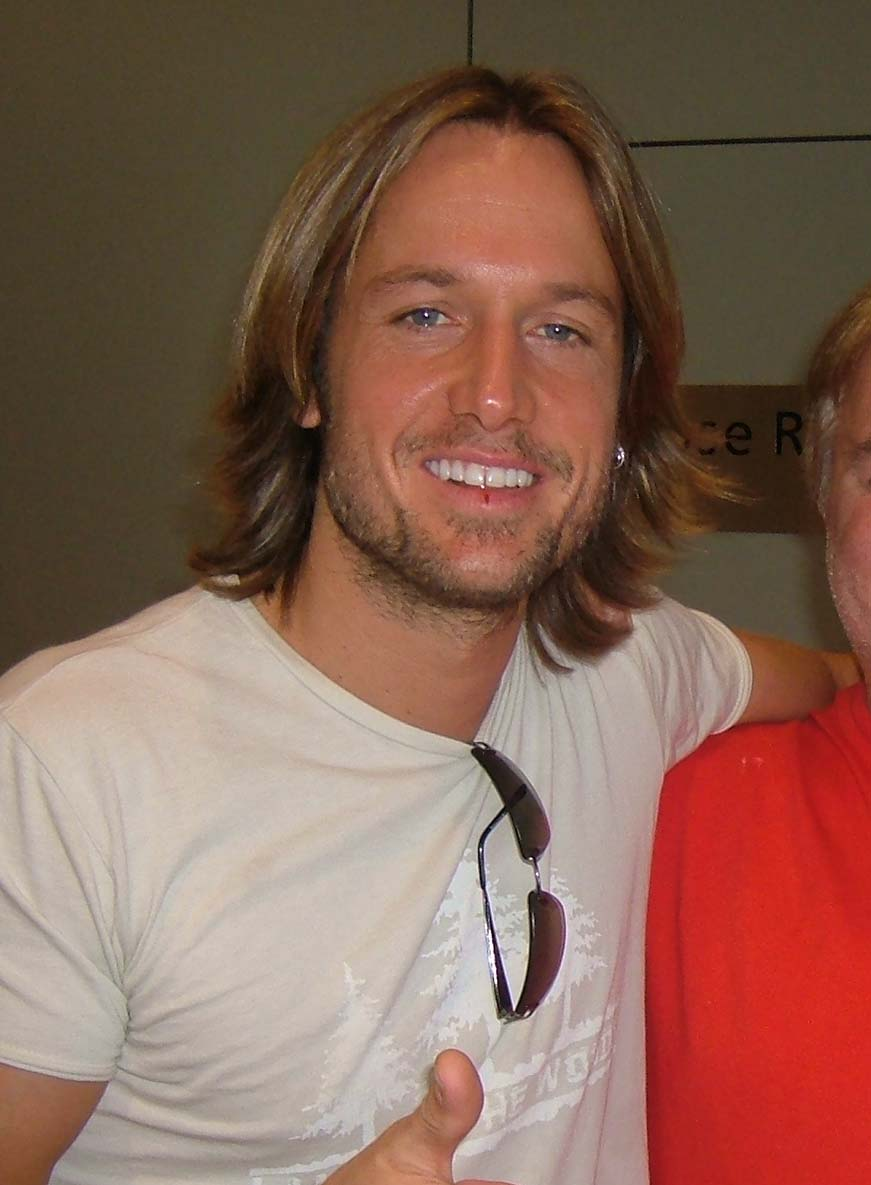
Кит Урбан

Кит Лайонел Урбан родился в городе Фангареи, в Новой Зеландии, но позже переехал и жил со своими родителями в Caboolture, Квинсленде, в Австралии. В шесть лет Урбан уже думал связать свою жизнь с музыкой. Он начал заниматься музыкой в семь лет, а в восемь уже выигрывал конкурсы среди молодых исполнителей.
Несколько лет спустя он начал регулярные выступления на ТВ в программе «Reg Lindsay Country Homestead», в музыкальной программе «Mike McClellands» и в различных других телевизионных программах, выступая в дуэте с Дженни Уилсон и местными девушками Брисбена, с которыми он выигрывал золотые награды на гитаре в городе Tamworth. Он также регулярно выступает на сцене в северных пригородах Country Music Club  вблизи Caboolture.
В 1990 году он заключает контракт со звукозаписывающей компанией EMI в Австралии и записывает свой первый одноимённый сольный альбом, который оказался на четвёртом месте в Австралийском хит-параде, в Новой Зеландии и Германии. В 1993-1994 годах Кит гастролировал в качестве поддержки с певцом Слимом Дасти (Slim Dusty). В середине 1990-х Дасти и Урбан перезаписали дуэтом классическую композицию Дасти «Lights on the Hill», и Урбан впервые появился в передаче Grand Ole Opry в поддержу Дасти.
В 1992 году он переехал в Нэшвилл, штат Теннесси, где нашёл работу в качестве гитариста в группе «Brooks & Dunn», рассчитывая на поддержку Алана Джексона (Alan Jackson) в его музыкальном видео для «Mercury Blues». Позднее Урбан собирает группу «The Ranch», состоящую из трех человек, которая записывает один альбом в 1997 году. В 1998 году первоначально созданную группу «The Ranch» Урбан распускает, чтобы начать сольную карьеру. В 1999 году Урбан нашёл певца Бретта Маннинга (Brett Manning) «Vocal Coach to the Stars», и работал с ним до 2001 года.
В Нэшвилле он пристрастился к кокаину. После достижения своей низшей точки в 1998 году он решил отказаться от своей привычки и поселился в Камберленд-Хайтс, лечебном центре Нэшвилла. После лечения Урбан вышел обновленным человеком, больше не притрагивался к кокаину и его карьера пошла вверх. В 1999 году Урбан выпустил в Америке одноимённый альбом, из которого вышло 5 лучших хитов, обеспечив ему награду лучшего молодого кантри-исполнителя в 2001 году от Academy of Country Music, а также награду в 2001 году от Country Music Association’s Horizon. Широко известный своими гитарными навыками, он выступал в качестве сессионного музыканта в альбоме «Double Live» Garth Brooks, в альбоме «Fly» группы Dixie Chicks и в альбоме «This Time Around» певца Paul Brandt’s .
Урбан также участвовал в судействе 8-го ежегодного конкурса Independent Music Awards. Ещё своим вкладом он помог в карьере многим независимым артистам во всем мире.

### «Golden Road» и «Be Here»
В 2002 году Урбан выпустил альбом «Golden Road», и успех песни «Somebody Like You» стал толчком к продвижению его карьеры наверх. Совершая турне с известными кантри-исполнителями «Brooks & Dunn», Martina McBride и Kenny Chesney, Урбан оттачивал свои навыки и мастерство на практике. Видеоканал музыки кантри CMT подписался спонсором в первом турне Урбана под названием «Keith Urban Be Here '04» с разогревом у певицы Katrina Elam. Урбан продолжил свой стремительный взлет к славе в 2005 году с очень успешным туром с Elam под названием «Alive in '05». Он выступал на концерте Live 8 в Филадельфии 2 июля 2005 года и был выбран компанией Gap появиться рядом с другими семью музыкальными звездами в «Избранной» компании. В 2005 году по версии СМА он получил звание лучший мужской вокал года. В конце сентября 2005 года он выпустил DVD под названием «Livin' Right Now», записанный в Wiltern Theater в Калифорнии в декабре 2004 года.
В 2005 году Урбан играл перед европейской аудиторией впервые. В мае Урбана поддерживает Bryan Adams в своем ирландском туре по Англии, который включал посещение Лондонского Earls Court, Шотландский выставочный и конференц центр Глазго и Дублина. Только в Великобритании 6 июня был выпущен альбом «Days Go By», содержащий песни из обоих альбомов «Be Here» и «Golden Road».
В октябре Урбан возвращается, для того чтобы поддержать акцию и возглавить тур с Nerina Pallot и Richard Winsland.
Недавно[когда?] CMA отметила наградой песню Урбана «Better Life», а песня «You’ll Think of Me» получила награду от American Music Awards. Он также выступил на церемонии «Грэмми» с песней «You’ll Think of Me» и «The Lucky One» с певицей Faith Hill. В 2006 году Урбан на ACM Awards исполнил «Tonight I Wanna Cry» и сыграл на гитаре в песне «Believe» для группы «Brooks & Dunn».

### «Defying Gravity»
Кит недавно заявил, что сингл для своего предстоящего пятого студийного альбома будет называться «Sweet Thing». Эта песня стала первым синглом альбома. Песня была написана в соавторстве с Монти Пауэллом (Monty Powell), который написал некоторые из прошлых хитов Кита, а также совместно со своим давним продюсером Данном Хаффом (Dann Huff). Альбом «Defying Gravity» был выпущен 31 марта 2009 года на фирме Capitol Records. Его второй сингл, «Kiss a Girl», дебютировал в марте 2009 года. Кит исполнил эту песню на телешоу American Idol, во время финала 8 сезона в дуэте с победителем Крисом Алленом (Kris Allen). Его третий сингл «Only You Can Love Me This Way» является ещё одной песней, попавшей в чарты, она написана в соавторстве со Стивом МакЭваном (Steve McEwan) и Джоном Ридом (John Reid).  «Defying Gravity» дебютировал на 1 месте в Billboard 200. Это был первый CD-альбом Урбана с таким успехом. Его последние два альбома дебютировали на 3 месте.
Кит Урбан получал четыре номинации четыре года подряд от CMA Awards, в том числе «Entertainer Of The Year» и «Male Vocalist Of The Year» в 2009 году. Он также получил номинацию альбома года за «Defying Gravity» и, поделив место с Брэдом Пейсли (Brad Paisley), в номинации Music Video Of The Year и «Start A Band». Премьера видео на песню «Hit The Ground Runnin'» состоялась 2 октября на CMT и CMT.com.
Кит Урбан в 2009 году находился на гастролях называемых «Escape Together». Он открыл много больших талантов, включая имя Taylor Swift, Sugarland и Jason Aldean. 27 июня Кит снял клип на свою новую песню «Only You Can Love Me This Way» в Wells Fargo Arena в городе Де-Мойн, штат Айова. 5 мая 2010 года, во время показа по CNN о наводнениях в Нэшвилле, Кит заявил, что он собирался начать запись нового альбома, но все его гитары в настоящее время под водой. Летний тур 2010 года «summer lovin tour», в который Кит собирался, состоял в основном из фестивальных показов.

### «Get Closer»
В мае 2010 года Кит садится в студию, чтобы начать работу над новым альбомом. Процесс записи был зафиксирован в блоге на своем официальном сайте. В начале сентября было объявлено, что альбом будет называться «Get Closer» и увидит свет 16 ноября. В то же время был представлен первый сингл «Put You in a Song», который был выпущен в цифровом виде и на радио 13 сентября.
10 ноября 2010 года Кит Урбан появился на 44-м ежегодном награждении Country Music Awards.
Для продвижения нового альбома Кит играл концерты-сюрпризы на железнодорожном вокзале Penn Station в Нью-Йорке, а также железнодорожном вокзале в Филадельфии. Импровизированные концерты включали сет-лист из 4-х смешанных песен новых и старых хитов.

### 2020
В мае 2020 года Урбан анонсировал выход его одиннадцатого студийного альбома, The Speed of Now Part 1, релиз которого намечен на 18 сентября 2020 года.
10 августа 2020 года сингл «God Whispered Your Name» стал 42-м хитом Урбана, попавшим в лучшую десятку top-10 американского хит-парада Country Airplay. Это позволило ему стать пятым исполнителем по этому показателю за всю историю этого чарта с 1990 года, после Джорджа Стрейта (61), Кенни Чесни (57), Tim McGraw (57) и Алана Джексона (51).

## Личная жизнь
Женат на американской актрисе австралийского происхождения Николь Кидман. Свадьба состоялась 25 июня 2006 года. Впервые Николь и Кит встретились в Лос-Анджелесе в январе 2005 года на вечере, организованном в честь знаменитых выходцев из Австралии. Николь была очарована Китом и оставила ему свой номер телефона, но позвонил он только через несколько месяцев, так как незадолго до знакомства расстался с моделью Ники Тейлор и хотел разобраться в себе. 7 июля 2008 года у них родилась дочь Сандей Роуз Кидман-Урбан. 28 декабря 2010 года у пары родилась вторая дочь — Фэйт Маргарет Кидман-Урбан, девочка была выношена и рождена суррогатной матерью, но является биологической дочерью Кидман и Урбана.
В октябре 2013 года брак Кидман и Урбана, как и её брак с Томом Крузом, тоже был на грани развода. О сложностях в семье сообщил сам Кит, когда был звездным гостем на шоу известной телеведущей Эллен ДеДженерес. По словам артиста, его работа стала негативно влиять на их с Николь брак. Тем не менее, супруги сумели пережить кризис.

## Дискография
Основная статья на английском: en:Keith Urban discography

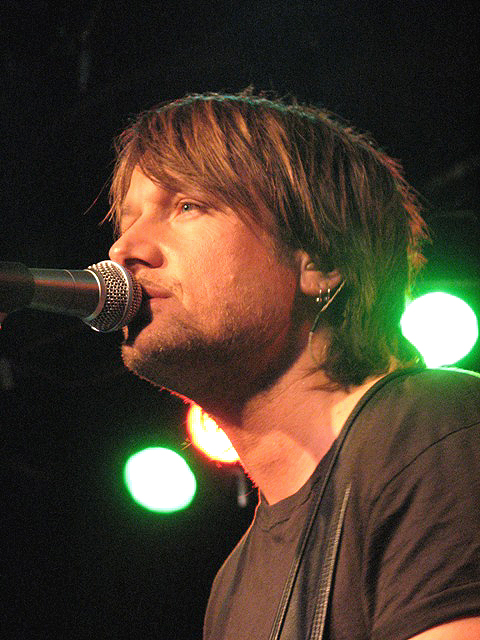
Кит Урбан в Сиднее

### Студийные альбомы
- 1991A — Keith Urban
- 1999 — Keith Urban
- 2002 — Golden Road / Золотая дорога
- 2004 — Be Here
- 2006 — Love, Pain & the Whole Crazy Thing / Любовь, Боль и Сумасшедшая вещь.
- 2009 — Defying Gravity / Преодолевая гравитацию
- 2010 — Get Closer /  Приближение
- 2013 — Fuse / Фитиль
- 2016 — Ripcord
- 2018 — Graffiti U
- 2020 — The Speed of Now Part 1[11]

### Сборники
- «Keith Urban in The Ranch» (1997)
- «Days Go By» (2005)
- «Greatest Hits: 18 Kids» (2007)B

### Синглы
- «But for the Grace of God»
- «Somebody Like You»
- «Who Wouldn't Wanna Be Me»
- «You'll Think of Me»
- «Days Go By»
- «You're My Better Half»C
- «Making Memories of Us»
- «Better Life»
- «Once in a Lifetime»C
- «Stupid Boy»C
- «I Told You So»C
- «You Look Good in My Shirt»
- «Start a Band» (with Brad Paisley)
- «Sweet Thing»
- «Kiss a Girl»C
- «Only You Can Love Me This Way»

A Выпущенный только в Австралии, но позже повторно выпущенный независимо в 2005. 
 B Повторно выпущенный в 2008 как Greatest Hits: 19 Kids, с одной добавленной песней. 
 C Песня номер один в Канаде.